# Byfornyelse
 Denne artikel omhandler overvejende eller alene danske forhold. Hjælp gerne med at gøre artiklen mere almen.
Ved byfornyelse forstås målbevidste tiltag til en styring af arealanvendelsen i allerede bebyggede områder ved at fastlægge rammerne for forandringer (forbedringer) i anvendelsen, herunder behovene for fjernelse af bebyggelse og ombygning af bebyggelse. Byfornyelse er rettelig en form for byplanlægning men har gennem tiderne været reguleret af egne love.
De tidligste tiltag inden for byfornyelsens område fandt sted allerede i begyndelsen af det 20. århundrede, men det var først i 1930-erne, at der blev skabt formelle rammer for byfornyelse i Danmark. Byfornyelsen gik overvejende langsomt helt frem til omkring 1970, hvorefter der skete et voldsomt opsving. Byfornyelse er en vedvarende foreteelse, idet der til alle tider vil være bebyggede områder, som ikke længere lever op til samtidens krav og hvor byfornyelse i en eller anden udstrækning derfor er påkrævet.

## Byfornyelseslovgivning
Danmarks første egentlige byfornyelseslov blev vedtaget i 1939 under navn af saneringslov, en ny saneringslov blev vedtaget 1959, og atter fornyet i 1969. I 1983 vedtoges en lov om byfornyelse.

## Byfornyelsesformer
Byfornyelse kan efter indhold inddeles i:
- gårdrydninger,
- boligforbedringer,
- byfornyelse,
- forsanering,
- totalsanering
- gadegennembrud.

### Gårdrydning
Gårdrydning udgør den enkleste form for byfornyelse. Formålet med gårdrydninger er dels at fjerne uhensigtsmæssigt byggeri, dels at sikre forbedringer af boligkvarterets friarealer.
Gårdrydninger kaldtes i ældre til for bygningsudtyndinger og fandt under denne betegnelse omtale blandt andet i "København, skitse til en generalplan" (kaldet Generalplanskitsen), hvori man blandt andet argumenterede for fordelene ved denne fremgangsmåde: Udtyndingsmetoden har bl.a. den fordel, at den udstrækker virkningen af en vis pengeindsats til større områder end en totalsanering. Meget ofte vil man ved at fjerne f.eks. 1/5 af bygningsmassen i en karré kunne opnå afgørende forbedringer både med hensyn til lysforhold og friarealer. Det vil sige, at man med udtyndingsmetoden kanne gennemføre visse påtrængende forbedringer i et flere gange så stort område som ved totalsanering. Endvidere foregriber den sædvanlige form for udtynding ikke den endelige fornyelse af kvartererne, idet den alene er en nedrivningsproces.
Gårdrydninger havde yderligere den fordel, at den ryddede bebyggelse som regel var ensidige bag- eller sidehuse i brug til boligformål eller for miljøbelastende industrivirksomhed, desuden skure og plankeværker.
Med tiden har gårdrydningernes muligheder for at skabe mere tiltrækkende yderområder for kvarterets beboere vundet stadig større forståelse, og arbejdet med miljøforbedringer i de derved skabte fællesarealer har gennemgået en udvikling, som på generalplanskitsens tid man kun havde vage anelser om.

### Boligrenovering
Ved boligrenoveringer forstås forbedringer af den tilstedeværende bygningsmasse. Sådanne kan ske dels ved ombygning af de gamle ejendomme (såvel vedligeholdelses- som opretningsarbejder), dels i form at tilbygninger for derved at tilføje nødvendige installationer, som ellers ville blive urimeligt bekostelige at indføre i bestående bebyggelse.
Boligforbedringer kan tage form af:
- indretning af toilet og bad i hver lejlighed,
- indlæg af centralvarme,
- hulmursisolering og isolering af tagrum,
- udskiftning af vinduer,
- opretning af fællesrum så som trappeopgange,
- foranstaltninger til brandsikring[4].

### Forsanering
Ved forsanering forstås nedrivning af dele af en karre. En forsanering kan tage form af fjernelse af et enkelt forhus eller af forhusene på karréens ene side, hvorved der bliver lysere og blandt andet facadebevoksninger kan bringes til at trives. En sådan fremgangsmåde er hensigtsmæssig i smalle, baghusløse karréer og for karréer langs meget smalle gader. Værdien af denne fremgangsmåde afhænger til dels af lysforholdene, idet nord-sydgående karréer er bedre egnet end øst-vestgående karréer.

### Totalsanering
Ved totalsanering forstås, at den samlede bebyggelse rives ned og erstattes af nybyggeri. Totalsaneringer kan kun komme på tale, hvis den tilstedeværende bygningsmasse anses for uanvendelig og umulig (eller urimeligt dyr) at genoprette. Sådanne saneringer gennemførtes især i ældre tid, hvor nedrivning og nybyggeri ansås for både økonomisk og praktisk mere egnet end en delvis byfornyelse (nedrivninger kombineret med istandstættelse eller genoprettelse af dele af bygningsmassen).

### Gadegennembrud
Gadegennembrud udgør en særlig form for sanering, hvor et delformål ved nedrivningerne er at skaffe plads til en udvidelse eller forlængelse af en gade. Baggrunden for gadegennembruddene var den opfattelse, at man derved dels fjerner en ubrugelig bebyggelse, dels giver forbedrede færdselsmuligheder til områder, hvor disse forinden ansås for utilstrækkelige.
De mest kendte gadegennembrud er:
- Bremerholm i København,
- Vesterbro i Ålborg,
- Thomas B. Thriges Gade i Odense,
- Skolegades forlængelse i Svendborg (i folkemunde givet øgenavnet "Bremerpasset" efter daværende den stadsingeniør P.E. Bremer).

### Helhedsplanen for Indre Nørrebro
Indtil begyndelsen af 1970-erne blev saneringsvirksomheden lavet karré for karré. På daværende tidspunkt udarbejdedes for Indre Nørrebro i København en samlet oversigtsplan kaldet Helhedsplan 1979 for Indre Nørrebro, der i de følgende år tjente som ramme for byfornyelsen og som stort set blev fulgt og som har æren for det vellykkede udfald – trods megen modstand under forløbet fra yderliggående gruppers side, blandt andet balladen om "Byggeren". Helhedsplanen var forbillede for byfornyelsesloven ved at anvise sammensatte løsninger dels med nedrivninger, dels med nybyggeri, dels med boligforbedringer, desuden med fælles friarealer men tillige nye institutioner og lignende til gavn for bydelens indbyggere.